# Borlasbach
Der Borlasbach (früher im Oberlauf Die Seifenbach) ist ein linker Nebenfluss der Roten Weißeritz im sächsischen Osterzgebirge.

## Verlauf

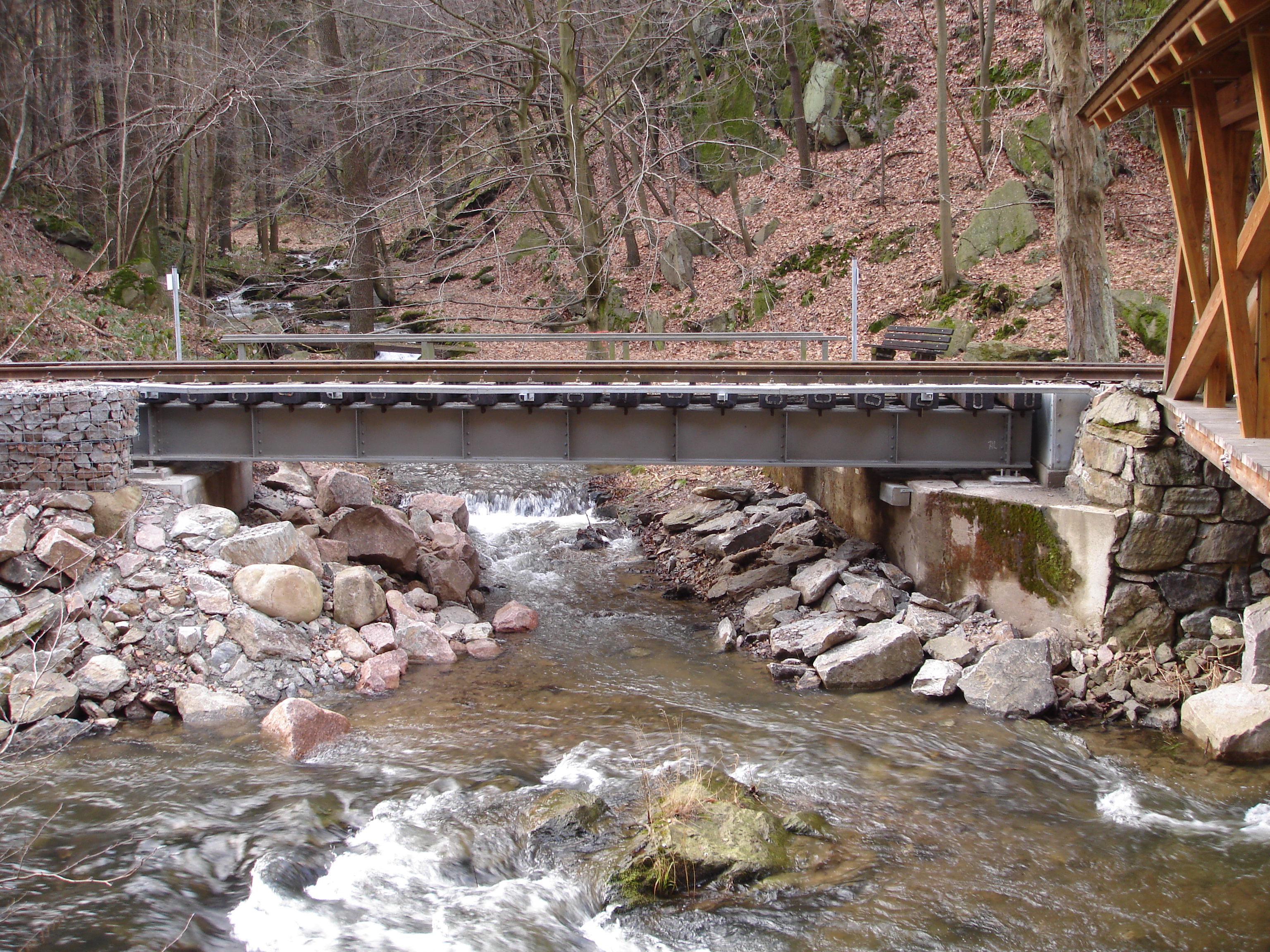
Die Mündung des Borlasbaches in die Weißeritz durch die Eisenbahnbrücke

Seinen Ursprung hat er am Fuße der Paulsdorfer Heide bei Paulshain, danach fließt er in nördlicher Richtung durch Borlas und an Lübau vorbei, wo das Gewässer orografisch links in die Rote Weißeritz einmündet.
Der Borlasbach besitzt im Ober- und Mittellauf eine sehr asymmetrische Talform. Die rechte Seite mit ihren steilen Hängen ist meist bewaldet, die flachere linke Seite wird dagegen landwirtschaftlich genutzt. Im Unterlauf, von Lübau bis zur Mündung in die Rote Weißeritz durch das Lübauer Gründel, bildet der Bach eine enge bis zu 40 Meter tiefe Schlucht linksseitig vom Rabenauer Grund. Im Oberlauf gab es mehrere kleine Teiche.

## Besonderheiten
Bemerkenswert ist das Auftreten von Seifengold im Borlasbach bei Paulshain, welches in Grundschottern der Niederschöna-Formation nicht mehr sichtbarer Paläoböden unter den Quadersandsteinablagerungen der Paulsdorfer und Höckendorfer Heide vorliegt und mit dem Wasser an der Basis der Sandsteinschichten in unbedeutenden Mengen ausgespült wird. Eine Goldförderung durch bergmännische Seifenarbeit ist aus dem Jahr 1560 aktenkundig, jedoch nur einmalig belegt. Eine bergbauliche Gewinnung fand wegen der geringen Mengen allerdings nur kurzzeitig und vermutlich nur in den Sommermonaten statt.

## Mühlen
Die älteste Mühle bestand am untersten Ende von Borlas, diese wird in einem Kaufbrief vom 8. September 1644 in dem der Müller, „Hans Meise“ die Brett und Mahlmühle an seinen Sohn „Georg Meise“ übergab, bereits erwähnt. Sie besaß zwei Mahlgänge und ein Schneidwerk. Das Sägegebäude war bereits beim Verkauf der Mühle an Christoph Horn am 3. März 1661 nicht mehr vorhanden, Am 13. April 1672 erkaufte Stephan Menzer diese, seit dem 9. August 1705 gehörte sie der Familie Richter, am 18. Juni 1811 erwarb sie Carl Gottlieb Näcke, seine Erben verkauften diese in einer Aktion am 9. Juni 1821 an August Leberecht Fischer. Der Mühlbetrieb wurde um 1840 eingestellt.
In Lübau ließ im Jahre 1835 Johann Christian Schneider eine Mühle errichten, die am 16. Juni 1839 mit dem Mühlrecht beliehen wurde, am 8. Mai 1842 erkaufte Johann Samuel Gelfert die Mühle, nach Insolvenz des Besitzers Julius Ehrengott Weber wurde diese an die Familie Pollmer am 30. Dezember 1853 versteigert, am 7. April 1912 brannte die Scheune mit Stallung nieder und wurde wieder aufgebaut. Sie besaß bereits 1895 eine Bäckerei, einen Mahlgang, war eine Walzenmühle und wurde zusätzlich mit einem Sauggasmotor betrieben.